# Saurina d'Entença i de Montcada
Saurina d'Entença i de Montcada (siglo XIII - 1325) fue una noble del linaje de los Entença, hija del conde Berenguer V de Entença y de Galbors de Montcada. 

## Biografía

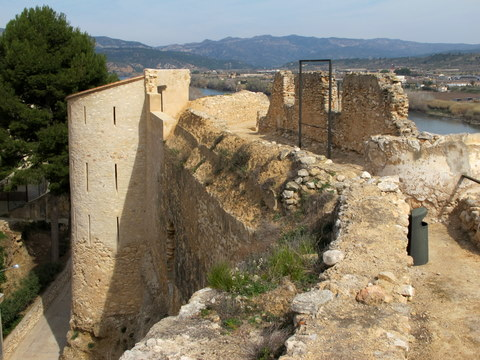
El castillo de Mora de Ebro, donde residió junto a su madre.

Su estancia está documentada, junto con su madre, en el castillo de Móra, propiedad de los Entença. En 1291 se casó en segundas nupcias con el almirante Roger de Lauria y, al quedar viuda en 1305, quiso que su pariente Gombau de Entença, procurador general de Valencia, fuera tutor de sus hijos.
Por litigios relacionados con su hijo Rogeró, fue a la corte pontificia en 1319. En 1323 pleiteó con los habitantes de Penáguila por la propiedad del castillo de Seta y, en 1324, con Ponç Guillem de Vilafranca. Y al final el rey Jaime el Justo le reconoció en 1325 las posesiones del castillo y el valle de Seta, Calpe, Altea, Puig, el valle de Travadell, y varias casas y heredades en Gandia, Denia y otros tantos. Saurina, que había fundado el monasterio de clarisas de Xàtiva, dispuso también la edificación de un monasterio de la orden de menores en la misma localidad, donde quería ser enterrada.